# 阿根廷—马来西亚关系
阿根廷—马来西亚关系（英語：Argentina–Malaysia relations）是阿根廷与马来西亚之间的外交关系。阿根廷在吉隆坡设有大使馆，马来西亚在布宜诺斯艾利斯设有大使馆。

## 历史
马来西亚联邦成立四年后于1967年6月7日与阿根廷建立外交关系，阿根廷起初派遣驻泰国大使兼任驻马大使，直到1983年8月在吉隆坡开设大使馆，马来西亚则于1989年在布宜诺斯艾利斯开设了大使馆。
自1990年1月时任马来西亚首相马哈迪·莫哈末访问阿根廷以来，两国的贸易关系取得了重大进展。

## 经济关系
马来西亚是阿根廷第33大贸易伙伴，也是后者在亚洲第8大贸易伙伴，仅次于中华人民共和国、日本、印度、韩国、泰国、阿联酋和以色列。2002年，阿根廷对马来西亚的出口总额约为2.18亿美元，而马来西亚对阿根廷的出口总额约为4300万美元。阿根廷向马来西亚出口的主要产品大多是农产品和工业产品，而马来西亚向阿根廷出口的主要是资本货物和中间产品。两国之间签署了一项关于免除在国际航线上运营的船舶和飞机税收的协议，并于1997年生效。